# Hotep (pharaon)
Pour l’article homonyme, voir Hotep.
Hotep est un souverain égyptien présumé de la VIIIe dynastie,.
Une inscription de mauvaise qualité trouvée à Shatt er-Rigal comporte deux cartouches dont l'un est Hotep tandis que le second est de lecture très incertaine, le seul signe certain est celui du soleil,. Le nom de Nesout-bity du roi a été lu diversement, William M. F. Petrie a par exemple lu ce nom Râ-Hor-a ou  encore Râ-em-a, mais ces lectures ne sont pas convaincantes selon Hratch Papazian. 
Si J. von Beckerath a rapproché ce nom à celui du roi Imhotep, ceci n'est pas partagé par tous les chercheurs.